# コネチカット植民地

コネチカット植民地
Connecticut Colony (英語)

植民地の地図。コネチカット、ニューヘヴン、セイブルック

コネチカット植民地（コネチカットしょくみんち、英語: Connecticut Colony）は、1636年から1776年まで、北アメリカ現在のアメリカ合衆国コネチカット州の領域に存在したイギリス領植民地である。当初は川の植民地 (River Colony)と呼ばれ、ピューリタン貴族の受け入れ地として1636年3月3日に組織化された。初期のオランダとの闘争後、1630年代後半までにイギリスが恒久的な支配権を取った。この地域は後に、ピクォート戦争と呼ばれるイギリス人と先住民族の間の血腥い戦争の舞台となった。これは、チャーターオーク事件と呼ばれるニューイングランド王領の地元権威に屈服するのを拒否した伝説的出来事と共に、新世界に自治政府を打ち樹てるために重要な役割を演じた。
今日のコネチカット州にあった2つのイギリス植民地、セイブルック植民地が1644年に、ニューヘイブン植民地が1662年にコネチカット植民地に併合された。

## 歴史
この地域に入った最初のヨーロッパ人は1614年にロングアイランド湾を通り、コネチカット川を遡って今日のハートフォードまで行ったオランダ人探検家アドリアン・ブロックの遠征隊だった。このときその地域に住んでいたピクォート族に遭遇した。1620年代までに、ニューアムステルダムからのオランダ人交易業者がコネチカット川沿いに毛皮交易基地を設立し、その中でも著名な所は現在のハートフォード内、パーク川がコネチカット川に合流する地点に作られた「良い希望の家」（英語:House of Good Hope、オランダ語:Huys de Goede Hoop)だった。
1630年までに、北アメリカでオランダの強力な競争相手だったイギリスがニューイングランドの東海岸にいくつかの開拓地を創った。1620年のプリマス植民地、1623年のニューハンプシャー植民地および1630年のマサチューセッツ湾植民地などだった。イングランド王ジェームズ1世はニューイングランド評議会の議長第2代ウォリック伯爵ロバート・リッチに、ナラガンセット湾から西に太平洋岸までの地域への入植権を認可した。1631年、ウォリック伯はこの認可を北アメリカにおける逃避場所になりうる所としてイングランドにいる15人のピューリタン領主に譲渡した。この特許を受けた者達の中に、初代セー・アンド・シール子爵ウィリアム・ファインズやブルック卿、ジョージ・フェンウィック大佐等がいた。1635年、特許受権者達はマサチューセッツ湾植民地総督の息子、ジョン・ウィンスロップ・ジュニアを「川の植民地知事」として任命した。
ウィンスロップは1635年10月にボストンに到着し、オランダがコネチカット川河口の「パスベショーケ」（アルゴンキン語で河口という意味）と呼ばれる場所の占領を計画していることを知った。このオランダに対抗するために、ウィンスロップはエドワード・ギボンズ中尉とサイモン・ウィラード軍曹の指揮で20人の大工と他の作業者を小さな船に乗せてコネチカット川河口に派遣した。この遠征隊は11月24日に河口近くの西岸、今日のオールドセイブルックに上陸し、オランダの紋章を刻みつけてある木を特定した。彼等はその紋章を剥ぎ、楯を描きニッと笑っている顔を描き入れた。砲台を築いて大砲をすえつけ、小さな砦を造った。ウィンスロップはこの地点をファインズ（セイ子爵）とブルック卿に因んで「ポイント・セイブルック」と改名した。数日後に戻ってきたオランダ船は、大砲とイギリス船を目にすると撤退した。
1630年代にはイギリス人開拓者がニューイングランドの他の植民地からコネチカット川渓谷に移ってきた。1633年、ウィリアム・ホームズが1群の開拓者を率いてプリマス植民地からコネチカット川渓谷に入り、オランダの交易基地から北数マイルにウィンザーを設立した。1634年、ジョン・オールダムと一握りのマサチューセッツの家族がオランダの交易基地から南数マイル、ウェザーズフィールドの地域に仮寓を建てると、2年の間に30家族がオールダムの追随者達に加わろうとマサチューセッツのウォータータウンからウェザーズフィールドに移住、1636年にこの地域のイギリス人の人口が脹れ上がった。
牧師のトマス・フッカーはリチャード・リスリーを含む100人の開拓者と130頭の牛を導き、マサチューセッツ湾植民地のニュータウン（今日のケンブリッジ）からコネチカット川沿いの両岸に入ると、パーク川を挟んで古いオランダの砦の対岸に設立したのがハートフォードである。1637年、ピクォート戦争に備えてコネチカット川沿いの3つの町、ウィンザー、ハートフォードおよびウェザーズフィールドが共通の政府を樹立し、開拓者達は新しい教会中心の社会を樹立して自分達の規則と規制に従って暮らしたいと考えた。歴史家のヘンリー・S・コーンに拠れば、「彼等は民衆によって選ばれていない執政官の権力に不満だった。しかし、彼等はそれぞれの所有地を拡げたいとも思った。」
1638年夏、3つの町ではコネチカット基本条例を書き上げ、政府の原則、権力および構造を決めた。これらは1639年1月14日にコネチカット委員会に採択され、トマス・ウェルズによって公式記録に書き写された。コネチカットは1662年に王室勅許を受け、公式の王室領植民地になった。
ニューヘイブン植民地は異なる政体だったが、1662年の勅許のもとにコネチカットに併合された（前者の住民は1565年1月5日に初めてコネチカットの支配を認識した可能性がある）。ニューヘイブンはイングランド王チャールズ1世を告発し1649年に死に至らせた判事のうち3人を匿って（かくまって）いたので、イングランドから大きな圧力を受けたためにコネチカットと合併した。この勅許が後に差し押さえられることになったとき、ある市民がオークの木の幹にそれを隠した。

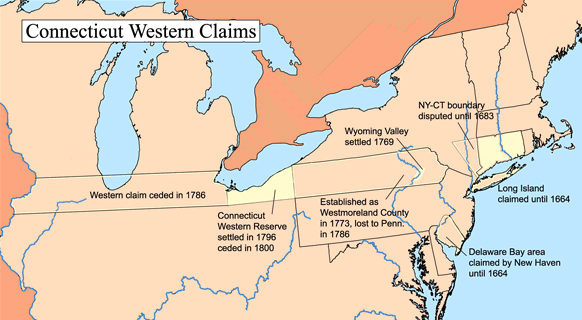
コネチカット西部保留地

ニューヘイブン植民地は1641年のレナペ族との協定により、デラウェア川の東西両岸の全域を所有すると主張することになった。この植民地は現在のフィラデルフィアでまず何らかの形で開拓が始まったものの、地域にすでに住んでいたニュースウェーデンやニューアムステルダムの住人がその開拓地を焼き討ちにし、その土地はマサチューセッツ湾植民地によってイギリス側ではないと否認された。ニューヘイブン植民地開拓はデラウェア川沿いの入植から撤退したものの、そのレナペ族との協定こそ、デラウェアの東西に大西洋から太平洋まで全ての土地、いわゆる「海から海まで」というコネチカットの領有権主張の根拠になった。
1643年5月にマサチューセッツ湾、プリマス、セイブルック（現在の旧セイブルック）、ニューヘイブンのニューイングランド植民地が合同で創設した軍事同盟ニューイングランド連合は、1680年まで存在した。

## 経済
17世紀に自給自足であった農業は、やがて作付を増やし品種も加え、遠隔地の市場へ出荷するように移っていく。わけてもカリブ海地域のイギリス植民地を消費地と見定めた。工業の分野はアメリカ独立戦争が影響してイギリス本国から製品の輸送が途絶えると、それが刺激となって商機を見込んだ起業家が現れ、工作機械をあやつる人々の技能を連携させて工業製品の生産過程が開発される。18世紀後半になると良質な農地が足りなくなり、経営上は収支の問題がくりかえすようになるなか、穀物から動物製品（畜産）へシフトしていく。工業製品は製造量が増えるほど輸出市場で値下がりの圧力がかかるなど、伸びなやんだ。植民地政府は経済を強化し、イギリスとの貿易格差を改善しようと麻と炭酸カリウムと材木を指定した
当地では建築が発達し、住宅にさまざまな形態が見られるようになる。イギリスの伝統的な家屋や建築様式を引く例が圧倒的に多かった。

## 指導者達
著名なピューリタンの牧師トマス・フッカーとマサチューセッツ湾植民地知事ジョン・ヘインズが、1636年にハートフォードまで100人の人々を引率し、これがコネチカット植民地の創設と考えられることが多い。フッカーがその信徒達に向かい、1638年5月31日に政府の原則について説教を行うと、感化された人々はその年の後半にコネチカット基本条例を発した。同条例の起草者はロジャー・ルドロー（ウィンザー）の可能性があり、この人物は1630年代のコネチカットで訓練を積んだ唯一人の弁護士であった。これを事務官トマス・ウェルズが公式記録に書き写した。
ニューヘイブン植民地の創設者は、ジョン・ダベンポート牧師と商人のセオフィラス・イートンであると考えられている。この植民地は上記のように1660年代にコネチカット植民地に吸収された。
植民地初期の知事には任期の連投が認められず、そのため20年にわたり、ジョン・ヘインズ（ハートフォード出身）とエドワード・ホプキンスが交互に知事を務めた。1640年代と1650年代にはやはりハートフォード出身のジョージ・ワイリーズ、トマス・ウェルズおよびジョン・ウェブスターがそれぞれ短期間ずつ知事の座に座った。
やがてコネチカット川近辺に点在した開拓地は、単一の植民地にまとまる。このとき、マサチューセッツ湾植民地創設者の息子ジョン・ウィンスロップ・ジュニア（ニューロンドン出身）が重要な役割を果たした。2代目ウィンスロップは1659年から1765年までコネチカット知事を務めた。そのあいだの1662年に勅許取得を提唱し、この勅許でニューヘイブン植民地をコネチカットに併合したのもこの人物で、3代目ウィンスロップになる息子のフィッツ・ジョンも1698年から10年間、知事職にあった。
ロジャー・ルドローはオックスフォードで弁護士教育を受け、マサチューセッツ湾植民地の副知事であったが、この地域を開拓する権利を高等裁判所に請願し、またマーチ委員会を宰領し地権に関する論争を収めた。フッカー、ウィンスロップなどの力添えにより、1650年の「コネチカット基本法」の起草者であったとされ、コネチカットの初代副知事になった。
初期の開拓地ウィンザーとセイブルックおよびノリッジの創設者として名前が残るジョン・メイソンは、ウィンスロップの右腕であり副知事であった。メイソンは植民地の開拓期に軍部を率いており、ピコート戦争に従軍した。治安判事でもあった。
旧ニューヘイブン植民地のウィリアム・リートは同地とコネチカットの植民地併合を目撃し、2代目ウィンスロップが1675年の死後は後任の知事も務めた。唯一、両植民地の知事を務めた人物である。
ミルフォード出身のロバート・トリートは、任地コネチカットがエドマンド・アンドロス卿によってニューイングランド王領に併合される前から知事職にあり、その後も再選した。その父、リチャード・トリートはコネチカット植民地の初めに、特許をうけた者の一人だった。
この植民地では18世紀に一連の強力な知事が現れて毎年再選され、前任者の死没をもって交代する。1期ごとの交代制の伝統は崩れた。フィッツ・ジョン・ウィンスロップ（3代目）の死去を受け、知事の地元ニューロンドンからガードン・ソルトンストール牧師が知事に選ばれた。聖職者でこの植民地の知事に選ばれた唯一の牧師であり、「ピューリタンの牧師は公職に就けない」という世に広まった誤解を覆した。その没後は、ジョセフ・タルコット副知事（ハートフォード出身）が知事になり、次代の知事は同郷のジョナサン・ロー副知事、その後継はやはり副知事を務めたウィンザーのロジャー・ウォルコットである（在任1751年-1754年）。この第19代コネチカット知事はアメリカ独立戦争下にコネチカット義勇軍の少将でジョージ・ワシントンに仕え、1754年のスペイン船事件で果たした役割の故に落選した。息子はアメリカ独立宣言の署名者オリバー・ウォルコットである。
ウォルコットの後継者トマス・フィッチはノーウォーク出身で、七年戦争の間、植民地を指導した。1766年の印紙法拒否で強く出なかったために落選した。当選したウィリアム・ピトキン（ハートフォード）は自由の息子達の支持者でもあり、またウォルコット元知事の従兄弟でもあった。1769年に没したピトキンの職責は、商人出身のジョナサン・トランブル副知事（レバノン出身）が継いだ。トランブルもまた自由の息子達の支持者であり、独立戦争の間も知事に選ばれ続け、1784年に引退した。この年はアメリカ合衆国のイギリスからの独立を認めたパリ条約調印から1年後だった。

## 宗教
会衆派教会の信徒は信仰がカルヴァン主義寄りであるからイギリス出身のピューリタンに近いとはいえ、会衆派の教会は国教会とは別の存在だと主張した。大移動の時期に、ニューイングランド地方へ移動してきた人々である（最盛期は1620年 - 1640年）。
コネチカット川に沿ってわけいった入植者はプリマス植民地とも通じていた。マサチューセッツ湾植民地と同様、コネチカットは植民地における国教会としての会衆派教会を作ったピューリタンによって設立された。
英国王ジェームズ2世のニューイングランド王領では1689年にボストン暴動があり、次いでセイラム村（現在のダンバース）では1692年3月1日にセイラム魔女裁判が始まった。ここで200名近い村人が魔女として告発され19名が刑死している。次いで5月には自治領は、マサチューセッツ湾直轄植民地に改組された。
税金が地元の牧師達を支え、日曜の礼拝に出席できなかった植民地人は罰金を取られた。1708年まで、会衆派教会はコネチカットで唯一の合法宗教だった。しかし、その年に「分別ある異議」を認め、著名なところではイングランド国教会やバプテストのような特定の非国教徒については、彼等の教会に献金するという条件で、国教を支えるための税金を払わなくともよいものとした。また1708年には、セイブルック綱領を採択し、地元の信徒団から教会の主権を奪い、運営は植民地全体に拡がる牧師による協議会の手に委ねた。
1701年、植民地議会は新しく会衆派の牧師を育てるという使命を持つ大学の設立を承認した。キリングワース、セイブルックおよびウェザーズフィールドと移った後で、1716年に恒久的な場所としてニューヘイブンに設立された。1718年、ボストンで生まれた富裕なイギリス人実業家イライヒュー・イェールからのかなりの額の寄付の後で、大学の名前はイェール大学と改められた。1720年代初期、大学の牧師ティモシー・カトラーが教官の1人や隣接する教区の牧師2人と共に、イングランド国教会に改宗したと告発され、イェール大学で宗教論争が起こった。1722年、大学の理事会は大学の正当性を強制すると決断し、カトラー牧師や問題のある教官を解任し、今後は全ての教区牧師や教官がセイブルック綱領への同意を宣言しなければならないという決議案を採択した。

18世紀中頃、政府は財産と教会への帰属を条件として選挙権に制限をかけた。やがて訪れた大覚醒は植民地中に衝撃を与え、会衆派教会を分裂させた。覚醒を奉じる者は「ニューライツ」と呼ばれ、これに反対する者は「オールドライツ」と呼ばれるようになった。前者はそれまでの牧師によるしばしば情熱の無い礼拝に不満を抱き、多くの町で別の宗教団体あるいは教会を設立する請願をおこなった。後者はこれらの試みに反対し、ニューライツは分別も無いし（その礼拝では感情的な性格があるため）、異議を唱えてもいない（彼等は会衆派教会であり続けた）と主張した。覚醒を抑圧しようとしたオールドライツは植民地議会を説得して巡回法を成立させ、移動する牧師が町の牧師からの招待無くしてコネチカットの町で説教を行うことを禁じた。多くの歴史家達はこの法が植民地における政治問題に火を付けたと考えている。
アメリカ独立戦争の間、植民地イングランド国教会信徒の多くはフェアフィールド郡に集中しており、ロイヤリストであり続けた。同じ信徒でもモーゼス・ダンバーはブリストルに住んでおり、ロイヤリストであったために反逆者として有罪宣告され、絞首刑になった。
会衆派教会は革命期間のコネチカットでも国教会であり続けたが、「分別ある異議」を持つ教会として、時と共に支配力は弱まった。1818年のコネチカット憲法の採択によって、会衆派教会は国教会ではなくなり、遂にコネチカットには政教分離が訪れた。